# 夢洲東
夢洲東（ゆめしまひがし）は、大阪府大阪市此花区夢洲にある町丁。郵便番号は554-0043。現行行政地名としては夢洲東一丁目のみが設置されている。

## 地理
夢洲の東端部分を占め、物流センターやコンテナターミナルなどの事業所が集積する地区である。夢舞大橋に至る道路（港区・北港・南港連絡線）を境に西、および南で夢洲中と接するほかは、海に接している。夢洲東の北側対岸には此花区舞洲の北港白津地区が、南東側対岸には住之江区咲洲の南港北地区がある。

## 交通

### 鉄道
- Osaka Metro中央線

夢洲駅は西隣の夢島中に所在しており、夢洲東には地区南端部を中央線の地下線が横断するのみである。

### バス
- 北港観光バス ヨコレイ前停留所
- 同上 コンテナターミナル前停留所

## 校区
夢洲東は全域にわたって工業地帯等として利用されており住宅地はないことから、校区は設定されていない。

## 施設

### 店舗
- セブンイレブン大阪夢洲店

### 事業所
- 横浜冷凍夢洲物流センター
- 近畿通関夢洲物流センター